# Concepción Patín Club
El Concepción Patín Club, apodado el Azul de la Villa Mallea, es un equipo de hockey sobre patines en la ciudad de Concepción, Provincia de San Juan, Argentina. El club fue fundado el 11 de mayo de 1942 y actualmente compite en la máxima categoría del hockey sobre patines Argentina, la Liga Argentina de Hockey sobre Patines – Serie A1, la cual ganó en dos ocasiones. Compite en las categorías masculina y femenina.

## Historia institucional de “Concepción Patín Club”
El Concepción Patín Club, conocido popularmente como el Azul de la Villa Mallea, es uno de los equipos de hockey sobre patines más destacados de la ciudad de Concepción, en la Provincia de San Juan, Argentina. Fundado el 11 de mayo de 1942, este club ha sido un pilar de la comunidad y un referente en el deporte, compitiendo en la máxima categoría del hockey sobre patines argentino, la Liga Argentina de Hockey sobre Patines – Serie A1. Con equipos tanto en la rama masculina como en la femenina, el club ha logrado consolidarse como un símbolo de éxito y tradición en el deporte nacional.
A lo largo de sus más de 80 años de historia, el club ha conseguido numerosos títulos y reconocimientos. En la categoría masculina, ha ganado la Liga Argentina de Hockey sobre Patines en cinco ocasiones (1994, 1998, 2007, 2016 y 2018). Además, ha sido campeón del Campeonato Nacional en tres oportunidades (2003, 2017 y 2018) y ha conquistado 14 Campeonatos de San Juan, demostrando su dominio en el ámbito regional en múltiples épocas. En el ámbito internacional, el Azul de la Villa Mallea ha celebrado seis Campeonatos Sudamericanos de Clubes (1983, 1986, 1989, 1999, 2006 y 2017), lo que reafirma su prestigio y habilidad competitiva.
El equipo femenino también ha tenido un papel destacado. En 2018, el Concepción Patín Club alcanzó un logro histórico al ganar la Copa Intercontinental de hockey sobre patines, poniendo en alto el nombre del club y del país en la escena internacional.
El club ha recorrido un largo camino desde sus humildes inicios. En sus primeros años, los entrenamientos se realizaban frente a la plaza de Concepción, en condiciones muy distintas a las actuales. Con el tiempo y la dedicación de sus dirigentes y simpatizantes, el club fue creciendo. La primera cancha techada fue construida gracias al esfuerzo del expresidente Mario Planeta, quien impulsó la construcción de esta infraestructura para mejorar las condiciones de entrenamiento. Hoy en día, el club cuenta con tres canchas: una principal techada de 40 x 20 metros, una cancha secundaria de 16 x 38 metros ubicada junto al gimnasio, y una tercera pista de 28 x 14 metros para patinaje artístico, una disciplina que se añadió en 2022.
El crecimiento del club también ha sido posible gracias a la colaboración gubernamental y al esfuerzo de sus socios. Durante la gestión del doctor Vera Correa, se obtuvo el terreno actual, y con el respaldo de administraciones recientes, como las de Sergio Uñac y Chica, el club ha logrado mantenerse y expandirse. Estos apoyos, junto con el trabajo de los padres, hinchas y miembros del club, han permitido que el Concepción Patín Club se mantenga como un espacio de contención y desarrollo para jóvenes deportistas.
Para Rodolfo Videla, secretario actual y exjugador y ex técnico, el club siempre ha sido “un lugar de pertenencia y crecimiento”. Según él, “El gasto es muy grande para nosotros. El club es muy generoso, pero es necesario el apoyo gubernamental para que esto pueda seguir logrando su objetivo de contener a los chicos permanentemente”.
Con más de ocho décadas de historia y con logros en competencias locales, nacionales e internacionales, se ha consolidado como una institución fundamental en San Juan y en Argentina. 

## Palmarés
Masculino
- 5 Ligas Argentina de Hockey sobre Patines – Serie A1: 1994, 1998, 2007, 2016, 2018
- 3 Campeonato Nacional: 2003, 2017, 2018
- 14 Campeonatos de San Juan: 1947, 1948, 1949, 1950, 1951, 1952, 1953, 1954, 1970, 1973, 1975, 1976, 1979, 1982, 1991[1][2]
- 6 Campeonatos Sudamericano de Clubes de hockey sobre patines: 1983, 1986, 1989, 1999, 2006, 2017

Femenino
- 1 Copa Intercontinental de hockey sobre patines: 2018[3]